# Председник Владе Андоре
Председник Владе Андоре (кат. Cap de Govern del Principat d'Andorra) је шеф извршне власти у Андори.

## Списак
|  | Име                       | Од                | До                | Странка                         |
|  | ------------------------- | ----------------- | ----------------- | ------------------------------- |
|  | Оскар Рибас Реч           | 8. јануара 1982.  | 21. маја 1984.    | Национално-либерална странка    |
|  | Жозеп Пинтат-Соланс       | 21. маја 1984.    | 12. јануара 1990. | Конзервативна странка           |
|  | Оскар Рибас Реч           | 12. јануара 1990. | 7. децембра 1994. | Национално-демократски споразум |
|  | Марк Форне Молне          | 7. децембра 1994. | 30. марта 2005.   | Либерална странка               |
|  | Алберт Пинтат Сантоларија | 30. марта 2005.   | 5. јуна 2009.     | Либерална странка               |
|  | Жауме Бартумеу Касани     | 5. јуна 2009.     | 28. априла 2011.  | Социјал-демократска странка     |
|  | Пере Лопес Аграс (в.д.)   | 28. априла 2011.  | 12. маја 2011.    | Социјал-демократска странка     |
|  | Антони Марти Петит        | 12. маја 2011.    | 6. маја 2019.     | Демократе Андоре                |
|  | Гзавје Еспот Замора       | 6. маја 2019.     |                   | Демократе Андоре                |

## Напомена
1. ↑  од 23. марта до 1. априла 2015. функцију премијера је привремено преузео Жилбер Сабоја Сунје.